# Logical Volume Manager (Linux)
Em Linux, Logical Volume Manager (LVM), em português Gerenciador de Volume Lógico, é um mapeador de dispositivos que fornece gerenciamento de volume lógico para o kernel do Linux. A maioria das distribuições Linux modernas dão suporte ao LVM ao ponto de serem capazes de possuir seus sistemas de arquivo raizes em um volume lógico.
Heinz Mauelshagen escreveu o código original do LVM em 1998, tomando suas primeiras diretrizes de design do gerenciador de volumes do HP-UX.

## Recursos
o LVM designa um padrão de gerenciamento de partições em discos IDE/SCSI/FC.
Ao contrário do método tradicional de particionamento, a implementação LVM cria um grande disco virtual, que pode inclusive ter mais de um dispositivo de armazenamento, e divide em partições virtuais. A grande vantagem é permitir o redimensionamento das áreas de modo dinâmico, ou seja, com o sistema operacional sendo utilizado.
Uma desvantagem é que por ser um único disco virtual, a recuperação de dados em LVM é mais complexa em uma eventual pane no sistema de armazenamento.